# Цандер (місячний кратер)
Цандер (лат. Tsander, Zander) — кратер на зворотному боці Місяця . Діаметр — 160 км, координати центру — 5°23′ пн. ш. 149°41′ зх. д. / 5.39° пн. ш. 149.69° зх. д. Носить ім'я російського інженера та вченого Ф. А. Цандера. Цю назву затвердив Міжнародний астрономічний союз 1970 року.
Цандер — дуже давній кратер: він утворився в донектарському періоді. За його існування він був сильно зруйнований наступними імпактами, що залишили багато дрібних кратерів. Його вал має не зовсім правильну круглу форму, а дно дуже нерівне. Розміщений на материку; променевої системи немає.

## Сателітні кратери
| Цандер | Координати                                                | Діаметр, км |
| ------ | --------------------------------------------------------- | ----------- |
| B      | 9°01′ пн. ш. 147°41′ зх. д. / 9.01° пн. ш. 147.68° зх. д. | 55          |
| R      | 3°03′ пн. ш. 152°49′ зх. д. / 3.05° пн. ш. 152.81° зх. д. | 34          |
| S      | 5°21′ пн. ш. 150°02′ зх. д. / 5.35° пн. ш. 150.04° зх. д. | 18          |
| V      | 7°28′ пн. ш. 154°05′ зх. д. / 7.46° пн. ш. 154.08° зх. д. | 35          |